# Лозиці (Випава)
Лозиці (словен. Lozice) — поселення під західними схилами плато Нанос в общині Випава. Висота над рівнем моря: 227,6 метрів.